# 藤堂高朗
藤堂 高朗（とうどう たかほら）は、伊勢津藩の第7代藩主。元は支藩久居藩の第5代藩主。幼名は万治郎、元服後の初名は高豊。久居陣屋の主。

## 生涯
藤堂家一門の藤堂出雲家第4代・藤堂高武の子として生まれ、父の死後に家督と7000石を継いだ。享保11年（1726年）に、当時久居藩主であった叔父・高治の養嗣子となる。
享保13年（1728年）6月19日、高治が本家の津藩を継ぐこととなったため、その跡を受けて久居藩主となった。同年7月1日、将軍徳川吉宗に御目見する。同年12月21日、従五位下・大膳亮に叙任する。ところが、享保20年（1735年）9月21日、津藩主となっていた高治が病に倒れたため、再び高治の養嗣子となって津藩の家督を継いだ。久居藩主は弟の高雅が継いだ。本家相続にともない、通称を和泉守に改める。同年10月1日、将軍徳川吉宗に御目見する。同年12月16日、従四位下に昇進する。元文元年（1736年）12月16日、侍従に任官する。
藩政においては幕府の歓心を得るために、自ら指揮して日光東照宮の修補造営に努めたが、この出費により24万両もの借金を作った。さらに文学を奨励したため、儒学は発展したが、高朗自身が奢侈に走ったため、士風などが緩んだ。ほかに寛保二年江戸洪水のために西国大名の手伝い普請に参加した。

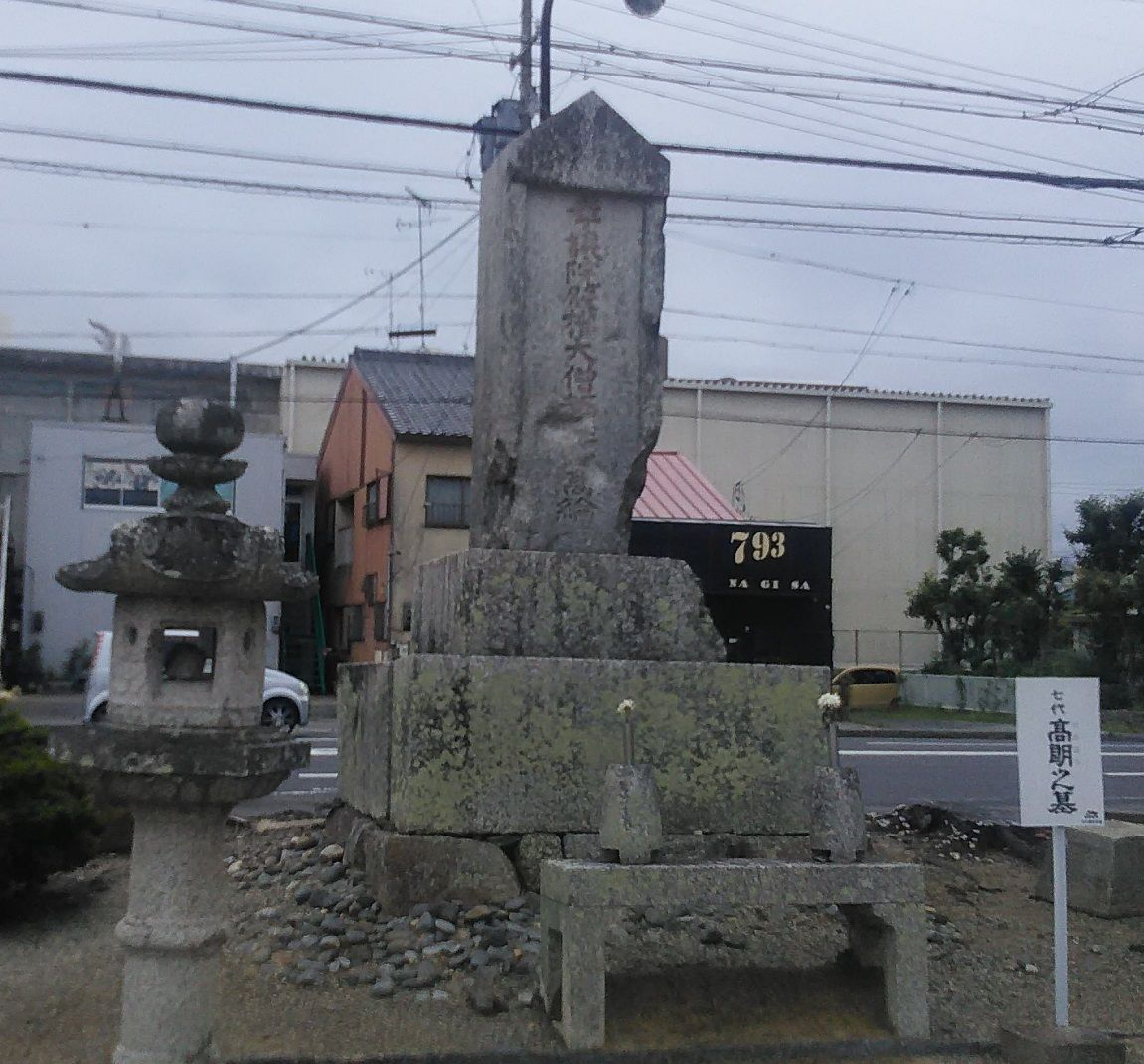
藤堂高朗の墓(津市寒松院)

明和6年（1769年）2月9日、病気を理由に隠居し、嫡孫の高悠（実際は四男）に家督を譲った。義弟の高般を養子に迎え、実子の高悠を高般の養子にしていたのであるが、高般は早世していた。隠居後は高朗と改名し、中務大輔を称した。天明5年4月7日（1785年5月15日）に69歳で死去した。

## 系譜
- 父：藤堂高武
- 母：信令院（武田氏）
- 養父：藤堂高治
- 正室：安藤信友の養女（安藤信周の娘）
  - 男子：藤堂高悠（1751年 − 1770年）
- 側室：中村氏
  - 男子：藤堂高嶷（1746年 − 1806年）
- 側室：前野氏
  - 男子：藤堂高朶（1746年 − 1801年）
- 側室：小森氏
  - 男子：藤堂高興（1756年 − 1777年）
  - 女子：清水谷公美室
- 側室：
  - 女子：加藤泰候正室